# Иван Кувачич
Иван Кувачич (на хърватски: Ivan Kuvačić) е хърватски и югославски марксистки социолог, философ, член на школата „Праксис“.

## Биография
Роден е на 12 януари 1923 г. в село Гата, Кралство Югославия. По време на Втората световна война се включва в комунистическата съпротива в Югославия. След войната завършва философия в Загреб. Учи в Санкт Петербург и Москва като стипендиант задно със своя приятел и по-късно съратник Гайо Петрович. През 50-те години е назначен като професор в учителската академия в Чаковец. След това се премества в Загреб, където преподава в Работническия университет „Моша Пияде“. През 60-те години е фулбрайтов стипендиант и учи в Университета Бъркли.
Член е на надзорния съвет на списание „Праксис“. Почетен професор е на Загребския университет. През 2005 г. получава наградата „Ради Супек“ на Хърватското социологическо дружество.

## По-важни трудове
- Marksizam i funkcionalizam. Beograd: 1970
- Znanost i društvo. Zagreb: Naprijed, 1977
- Obilje i naselje. Zagreb: Naprijed, 1979
- Sociologija. Zagreb: Školska knjiga, 1982
- Obuzdana utopija. Zagreb: Naprijed, 1986. ISBN 978-86-349-0042-2
- Suvremene sociološke teorije. Zagreb: Sociološko društvo Hrvatske, 1990. ISBN 86-81175-13-0
- Funkcionalizam u sociologiji. Zagreb: Sociološka hrestomatija, 1990
- Kako se raspao boljševizam. Zagreb: Naprijed 1997. ISBN 953-178-087-0
- Uvod u sociologiju. Zagreb: Golden marketing/Tehnička knjiga 2004. ISBN 953-212-177-3
- Sjećanja. Zagreb: Razlog 2008. ISBN 978-953-6985-12-8